# Portland Women’s Forum State Scenic Viewpoint
Der Portland Women's Forum State Scenic Viewpoint, auch Portland Women’s Forum State Park, ist ein State Park im Multnomah County im US-Bundesstaat Oregon. Der kleine, nur 3 ha große State Park liegt auf dem 259 m hohen Canticleer Lookout. Der Park ist ein  Aussichtspunkt und bietet einen Panoramablick auf den Crown Point mit dem Vista House, den Beacon Rock, den Rooster Rock und das untere Ende der Columbia River Gorge. Am Eingang zum Parkplatz befindet sich ein Felsen mit Gedenktafeln für Persönlichkeiten der Regionalgeschichte.
Ursprünglich stand hier ein Gasthaus, das Anfang der 1930er Jahre abbrannte. Das 1,5 ha große Grundstück wurde dem Staat Oregon 1962 vom Portland Women’s Forum gestiftet, einer Vereinigung von Frauenverbänden, die sich für den Schutz der Colubmia River Gorge eingesetzt haben. 1970 wurde das Parkgebiet durch Ankauf auf die heutige Größe erweitert. 